# Hemiasterella complicata
Hemiasterella complicata är en svampdjursart som beskrevs av Topsent 1919. Hemiasterella complicata ingår i släktet Hemiasterella och familjen Hemiasterellidae. Inga underarter finns listade i Catalogue of Life.